# 오페라 광장

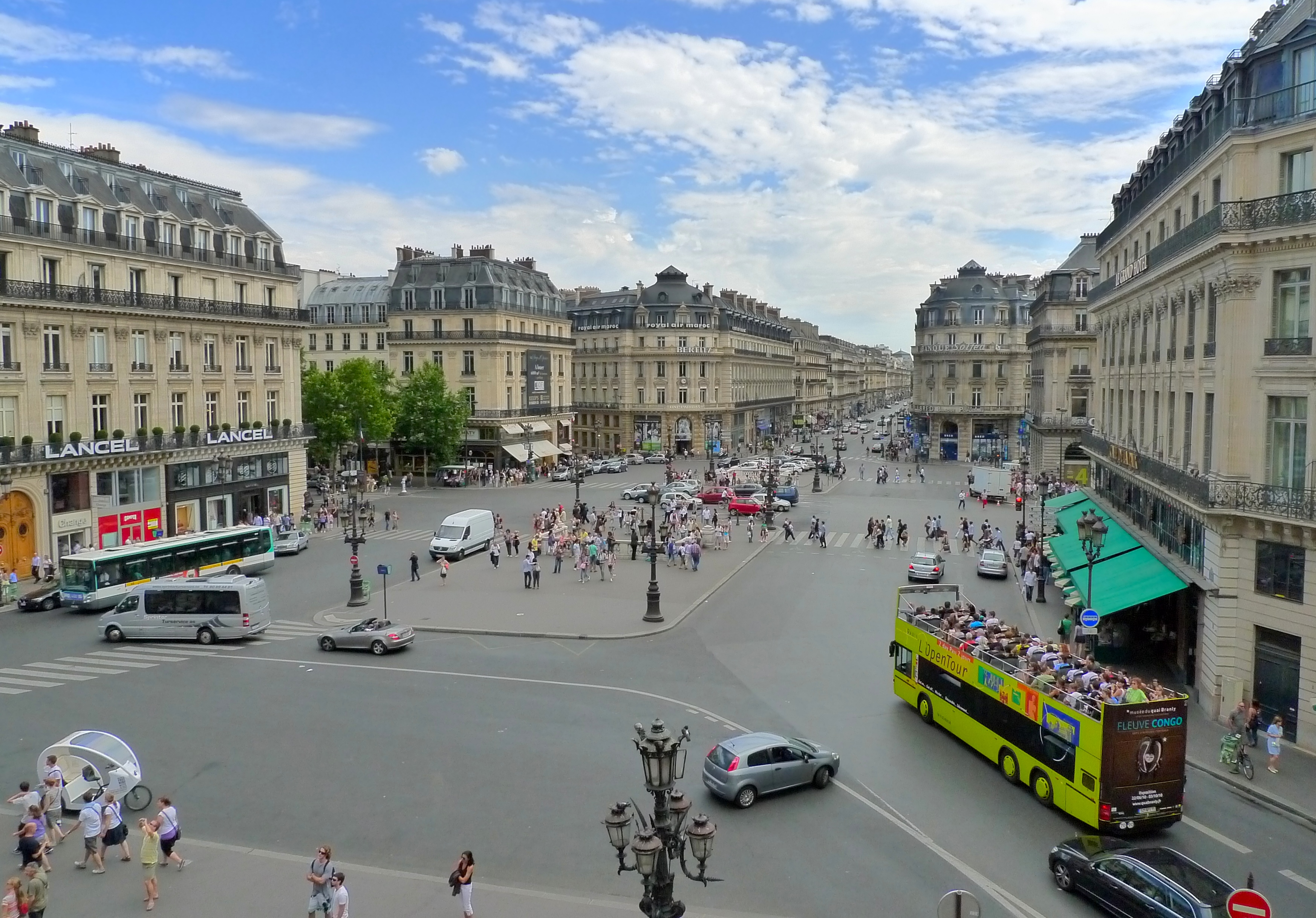
오페라 광장

오페라 광장(프랑스어: Place de l'Opéra)은 프랑스 파리 9구에 위치한 광장이다.
광장 주변으로 이탈리앙 대로, 카퓌신 대로, 오페라 대로, 오베르길, 알레비길, 라 페길, 카트르셉탕브르길이 만나는 교차로가 둘러져 있으며, 파리 메트로 3호선, 7호선, 8호선이 만나는 오페라역도 이곳에 자리해 있어 교통의 중심지이기도 하다.
또한 도심 업무지구 (각종 기업, 은행, 보험사의 본사)와 상가 (백화점, 부티크)의 중간 지점에 위치해 있어, 파리의 풍경을 상징하는 필수적인 장소이자 붐비는 관광지로서 기능하고 있다.

## 역사
샤를 가르니에가 설계한 파리의 대표 오페라 극장인 오페라 가르니에의 건립과 함께 조성되었으며, 광장 바로 앞에 가르니에궁이 위치해 있어 그로부터 이름이 유래되었다. 극장과 더불어 광장 자체로는 나폴레옹 3세 치세 당시 파리 시내의 도로망을 정비하기 위한 파리 개조 사업의 일환으로 건설되었다.
20세기 초에 이르러 파리 지하철이 건설됨에 따라 오페라 광장은 여러 노선이 만나는 환승역을 조성하기로 계획되었다. 이 과정에서 지하철역 출구가 당시 지배적이던 아르누보 양식으로 설계되는데, 주변 건물의 아카데믹 미술 양식과 충돌할 것이 뻔했기에, 지하철 역사가 "오페라 극장에 걸맞을 정도로 웅장해야 한다" (Les sorties  doivent être aussi majestueuses que le monument qu'elles desservent)는 인식이 확산되면서 논란이 일었다.
당시 파리의 여러 건축물을 설계했던 엑토르 기마르는 자연스럽게 오페라역 설계를 진행했으나, 긴 논쟁 끝에 해당 설계안의 규모와 양식이 오페라 극장에 걸맞지 못하다는 결론이 내려졌다. 결국 오페라역 출입구는 광장 중앙에 별다른 구조물 없이 조용히 자리를 잡게 되었다.

1909년의 오페라 광장

## 같이 보기
- 오페라 가르니에